# Sulle ali della canzone
Sulle ali della canzone (Love Me Forever) è un film del 1935 diretto da Victor Schertzinger e interpretato dal soprano Grace Moore.

## Trama
Una ragazza con una voce bellissima viene scoperta dal proprietario di un locale notturno che si rovina per farla studiare canto e per crearle una carriera. L'uomo è perdutamente innamorato della giovane, ma si ritira quando questa sembra accettare la corte di un vecchio amore ricomparso nel frattempo. Dopo il debutto della ragazza al Metropolitan di New York, tutto sembra perduto, ma lei si rende conto che può salvare l'uomo che ha sacrificato tutto per lei.

## Produzione
Il film fu prodotto dalla Columbia Pictures Corporation.

## Distribuzione
Distribuito dalla Columbia Pictures Corporation, il film uscì nelle sale cinematografiche statunitensi il 28 giugno 1935.

### Premi e riconoscimenti
Il film fu candidato per il miglior sonoro ai Premi Oscar 1936.